# Доротея Горянская
Доротея Горянская (сербохорв. Doroteja Gorjanska / Доротеја Горјанска), она же Дороттья Гараи (венг. Garai Dorottya; ок. 1415 — между 19 и 24 сентября 1438) — представительница венгерского дворянства, королева Боснии, супруга боснийского короля Твртко II. За время правления своего супруга стала известна как покровительница искусства, прославилась также благодаря своему влиянию через мужа на отношения с церковниками, чем обратила против себя монашество. Счастливый брак с мужем продлился недолго из-за ранней кончины Доротеи.

## Происхождение
Доротея происходит из венгерского феодального рода Гараи (венг. Garai) или Горянских (хорв. Gorjanski), одного из самых могущественных родов Королевства Венгрия. Она была дочерью Яноша Гараи (Ивана Горянского), занимавшего должность ишпана комитата Темеш и бана Усоры. Дед Доротеи Миклош I Гараи и её дядя Миклош II Гараи были венгерскими палатинами — иначе говоря, вице-королями Венгрии. Мать — Ядвига Мазовецкая, дочь князя Плоцкого Земовита IV из мазовецкой ветви династии Пястов. Её дядя был не только палатином, но и родственником короля Венгрии Сигизмунда.
Появление Доротеи на политической сцене относится к концу 1420-х годов, когда она проживала в епархии Печа, а её отец к тому времени уже умер. В тот период король Боснии Твртко II, склонявшийся к сближению с Венгрией, столкнулся с недовольством боснийской аристократии, которая полагала, что союз с Венгрией может не только спровоцировать нападение турок-османов, но и усилить власть самого Твртко. Несмотря на это, король Боснии намеревался укрепить союз с венграми: когда король Сигизмунд предложил ему сочетаться браком с Доротеей Гараи, Твртко принял это предложение.

## Брак

### Сватовство и свадьба

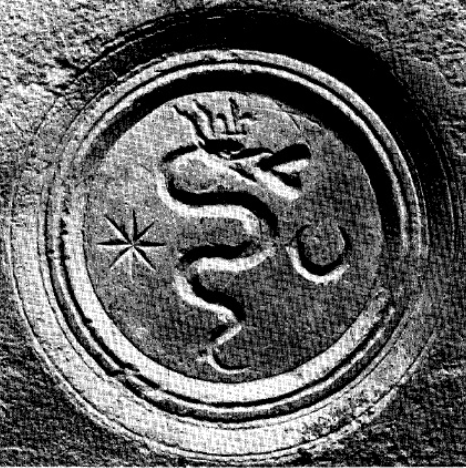
Герб королевы Доротеи — змей, проглатывающий сердце. Изображение из часовни в Бобоваце

Сватовство Твртко II к Доротее не получило немедленной поддержки со стороны римско-католической церкви, поскольку Твртко сам не мог определиться, какой именно конфессии он придерживался. Король Боснии признавал, что его подданные были «шаткими христианами», легко переходя из католицизма в богомильство или православие и наоборот. Однако Твртко удалось убедить Папу Римскому в своей лояльности и получить его благословение на брак. Источники о переговорах являются единственными, в которых Доротея называется по имени, вследствие чего историки долгое время не могли узнать имя жены короля Твртко II.
Вся информация о том, как состоялась свадьба, известна по письменным источникам из Дубровницкой республики (Республика Рагуза): аристократия Дубровника стремилась узнать как можно больше о невесте короля Твртко. Считается, что Доротея появилась на приёме у Твртко 12 июля 1428 года в Милодраже, а сама свадьба состоялась не раньше августа того же года. Празднества по поводу свадьбы затянулись на несколько дней. Многие представители боснийской аристократии, в том числе великий воевода Хума Сандаль Хранич Косача, отказались от приглашения на свадьбу в знак протеста. 31 июля представители Дубровника обратились к юной королеве с просьбой приехать в Подвисоки, где её ожидали подарки от купцов из Рагузы. Также предполагается, что королева сопровождала своего мужа во время поездки в родовое поместье Сандаля Хранича в Благей весной 1429 года для укрепления отношений между королём и его вассалами.

### Правление
Будучи королевой Боснии, Доротея не только занималась политикой, но и покровительствовала искусству, внеся большой вклад в украшение королевской резиденции Бобовац. Яркая творческая деятельность при королевском дворе в Бобоваце за время правления Доротеи связана либо с её личностью, либо с желанием Твртко угодить своей супруге. Власти Дубровницкой республики обращались с письмами не только к королю Твртко, но и к Доротее, а чтобы снискать расположение королевы, они отправляли ей дорогие подарки и подчёркивали близкие отношения её семьи с Республикой. В 1432 году к Доротее обратились послы Дубровника с просьбой изгнать представителей проворовавшегося дворянского рода Любиратичей.
В 1432 году Папа Римский Евгений IV направил в Боснию своего легата Иакова из Марке с целью реформирования францисканской провинции Босна-Сребрена и ликвидации Боснийской церкви. Иаков был назначен папским викарием в Боснии, а в 1435—1439 годах исполнял обязанности инквизитора Боснийского королевства. Его агрессивное наступление на Боснийскую церковь отражал король Твртко, однако главным врагом Иакова была именно Доротея — «злобная женщина», как он называл её в своих письмах. Доротею обвиняли в нескольких покушениях на Иакова, ни одно из которых не увенчалось успехом, что сам Иаков объяснял божественным вмешательством. Несмотря на это, Доротея всё же смирилась с присутствием и деятельностью Иакова в королевстве. Обстоятельства, которыми объясняется одобрение Римом её брака с Твртко, с точки зрения историков, не оставляют сомнений по поводу её верности Римско-католической церкви и поэтому противоречат обвинениям в покушениях, однако не отрицают и влияние Доротеи на религиозную политику мужа.

## Кончина и память

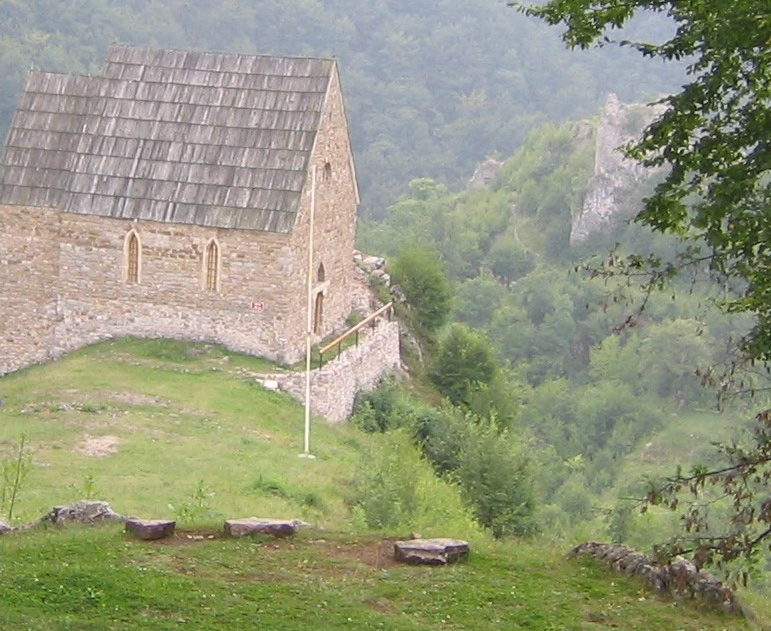
Современная часовня в Бобоваце на том месте, где была построена оригинальная часовня в честь королевы Доротеи

Свадьба Доротеи и Твртко II была заключена по политическим основаниям, однако источники из Дубровника утверждают, что король искренне любил свою жену и тяжело переживал её кончину. По разным данным, Доротея скончалась во второй половине сентября 1438 года (где-то между 19 и 24 числами). Доротею похоронили в часовне в Бобоваце, которую построили в её честь. После смерти Доротеи король Твртко больше не женился, он умер спустя 5 лет и был похоронен рядом с супругой. Могилу Доротеи позже разграбили, однако в ходе проведённых раскопок в 1959—1967 годах был обнаружен скелет женщины, которой на момент кончины было от 20 до 30 лет. По найденным рядом с захоронением артефактам археологи установили, что могила действительно принадлежит боснийской королеве Доротее.
В источниках ничего не упоминается о детях Твртко и Доротеи, что позволяло историкам сделать вывод о том, что пара была бездетной, однако в XX веке археологи обнаружили детское захоронение между могилами Твртко и Доротеи, вследствие чего появилась гипотеза о их ребёнке, который умер в младенчестве.